# Grenier Saint-Georges
Le grenier Saint-Georges est un monument historique situé à Haguenau, dans le département français du Bas-Rhin.

## Localisation
Ce bâtiment est situé au 10, rue du Grenier à Haguenau.

## Historique
Construite au XVIe siècle par la paroisse Saint-Georges de Haguenau, la grange était destinée à recueillir la dîme. Les combles et l'étage supérieur furent détruits lors d'un incendie en 1677. La grange fut confisquée comme bien national pendant la Révolution française. L'édifice fait l'objet d'une inscription au titre des monuments historiques depuis 1930. Il accueille depuis 2007 la manufacture d'orgues Blumenroeder.

## Architecture

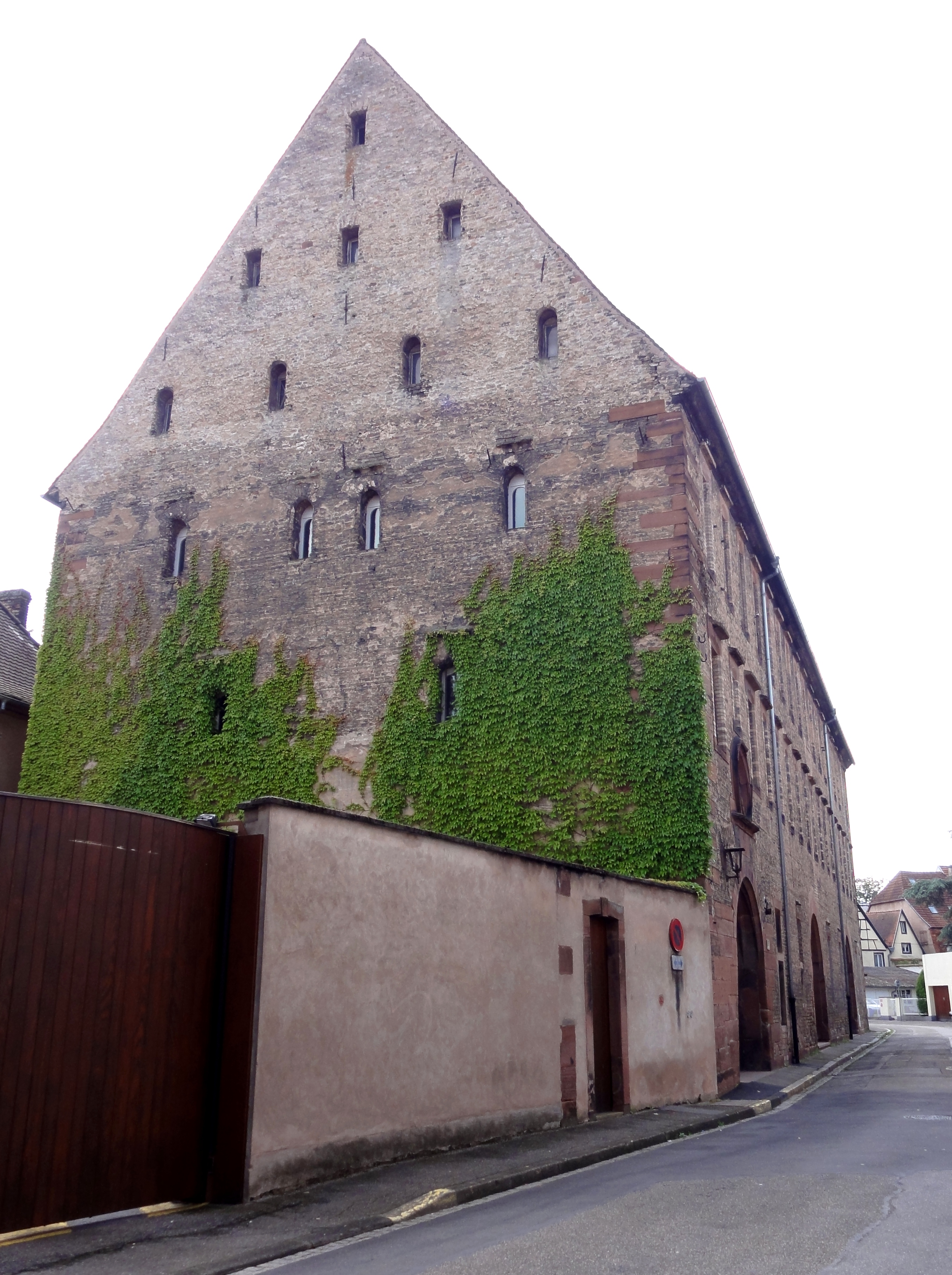
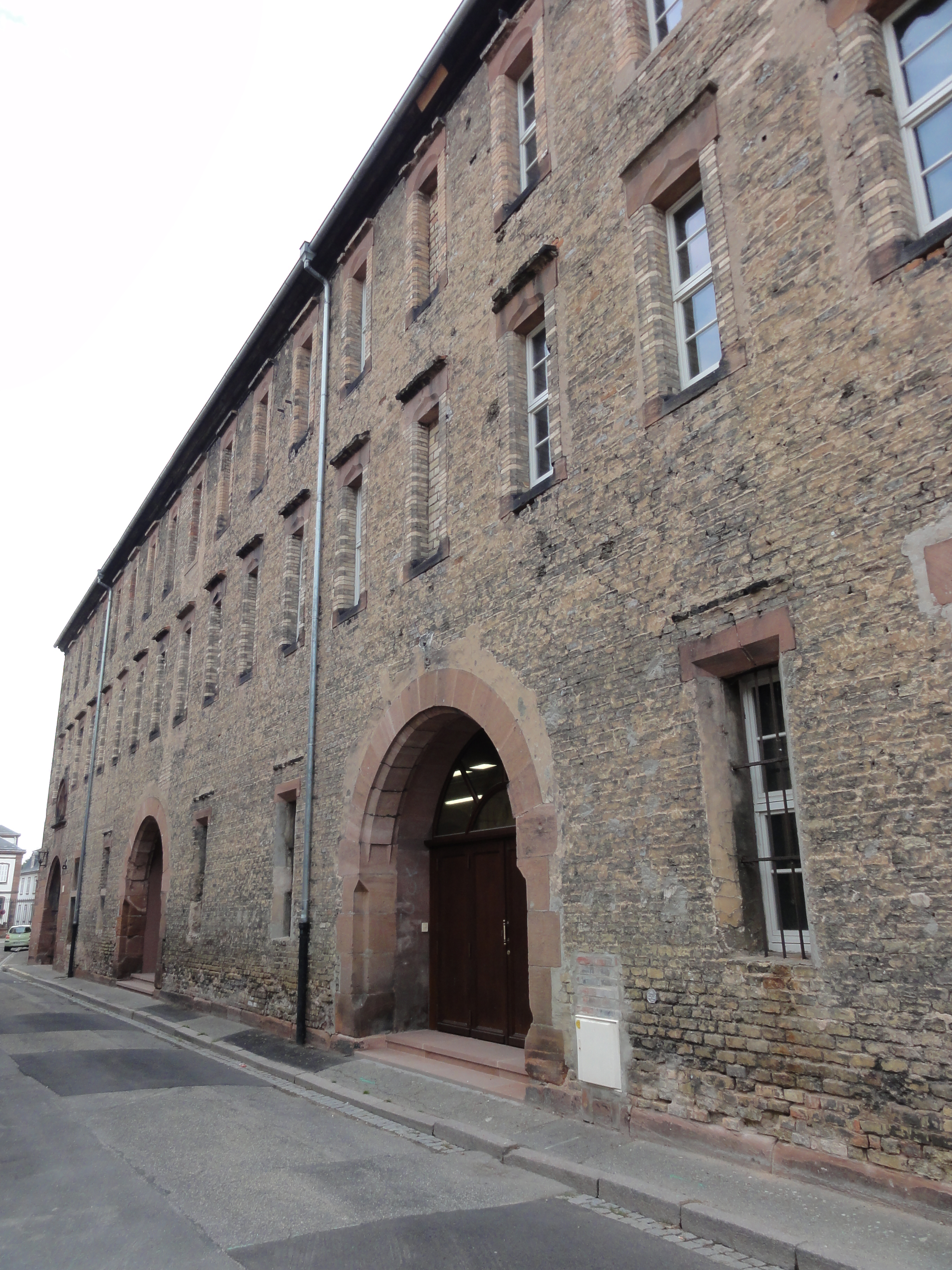
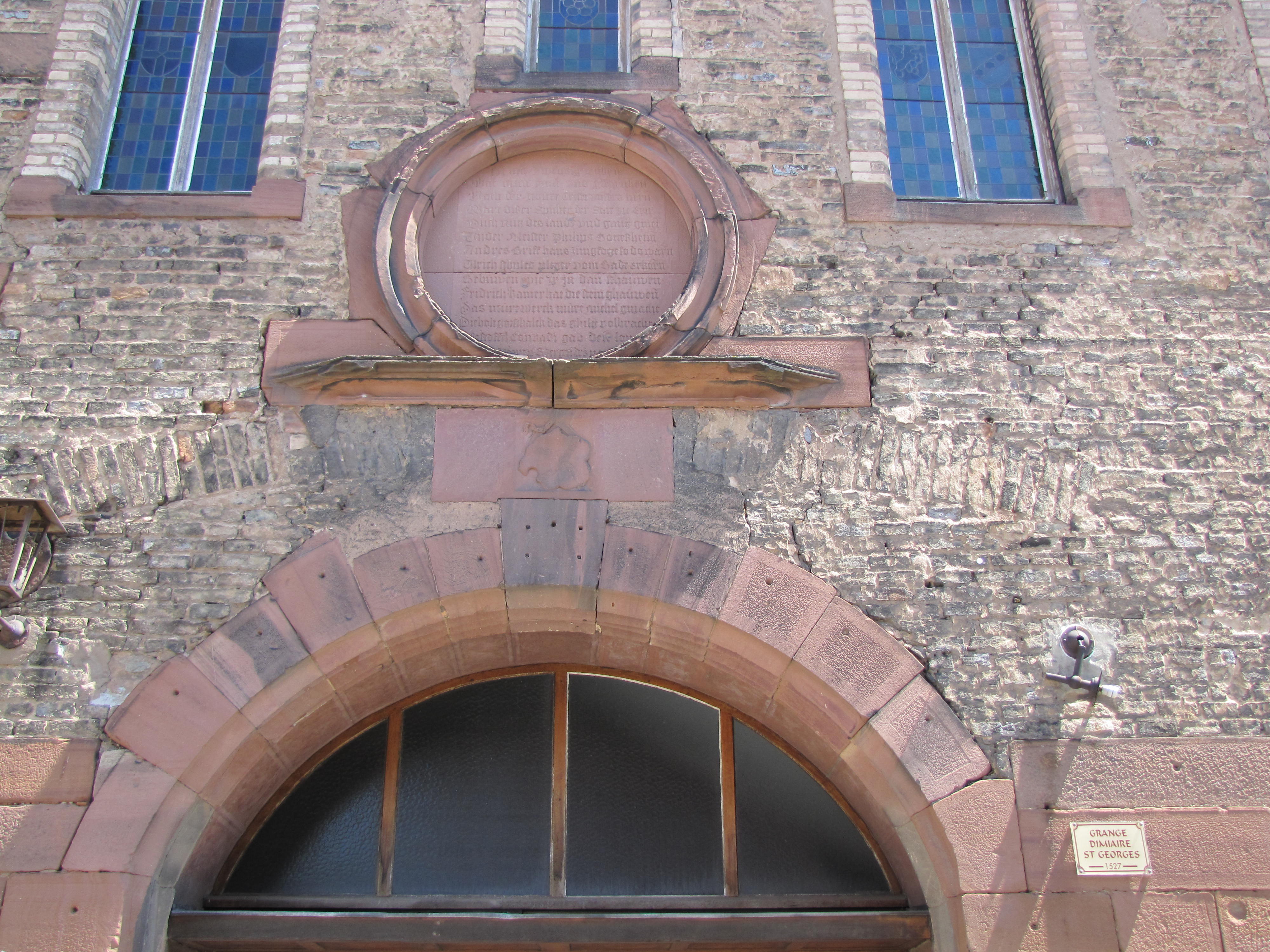